# Art Metrano
Arthur Metrano conocido artísticamente como Art Metrano (Brooklyn, Estados Unidos, 22 de septiembre de 1936-Aventura, 8 de septiembre de 2021) fue un actor estadounidense conocido internacionalmente por su papel de Tte/Cmdte y Capitán Mauser en Loca academia de policía 2 y 3.

## Biografía
En 1961 hizo su debut en Rocket Attack U.S.A. como conductor de camión. Su siguiente aparición fue en 1968 televisión en un episodio de la serie Ironside, sin embargo, es más conocido por sus actuaciones en varios talk shows y programas de variedades de los años 70 como el The Tonight Show en el que hacía de "mago" realizando absurdos trucos de magia con sus dedos haciendo que "salten" de una mano a la otra mientras tarareaba de manera monótona Fine and Dandy de Kay Swift. En diciembre de 2007 puso una demanda contra los creadores de la serie Padre de familia por infringir los derechos de autor obteniendo dos millones de dólares de indemnización por daños.
En 1989 sufrió un accidente doméstico que le dañó seriamente la médula espinal y le dejó discapacitado. A raíz de aquel suceso realizó giras como monologuista a las que le puso de nombre Jews Don't Belong On Ladders... An Accidental Comedy con las que recaudó más de 75 000 dólares para financiar un proyecto para investigar las lesiones medulares y ayudar a la gente discapacitada.